# Dactylopius confusus
Dactylopius confusus är en insektsart som först beskrevs av Cockerell 1893.  Dactylopius confusus ingår i släktet Dactylopius och familjen Dactylopiidae. Inga underarter finns listade i Catalogue of Life.